# 溫科托

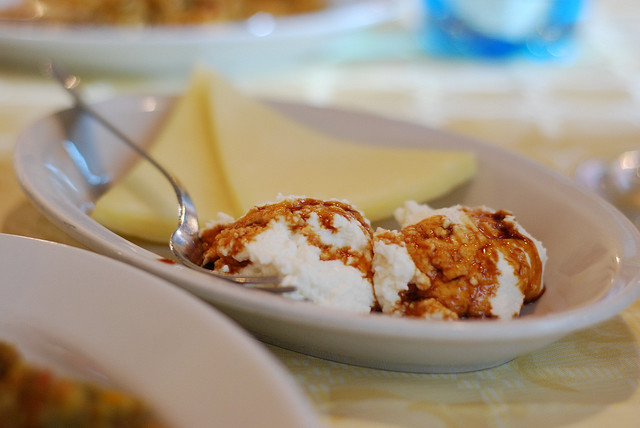
淋有濃縮葡萄汁的里考塔

溫科托（義大利語：Vincotto）是義大利的一種調味料，義大利文的意思是煮過的葡萄酒，但其實Vincotto不含酒精。這種糖漿原為農家女看到釀完酒後丟棄的酒渣，覺得可惜，於是拿回家用大鍋熬煮。經過熬煮後的葡萄漿，在常溫下至少可保持3年。